# La Tinaja (Veracruz)

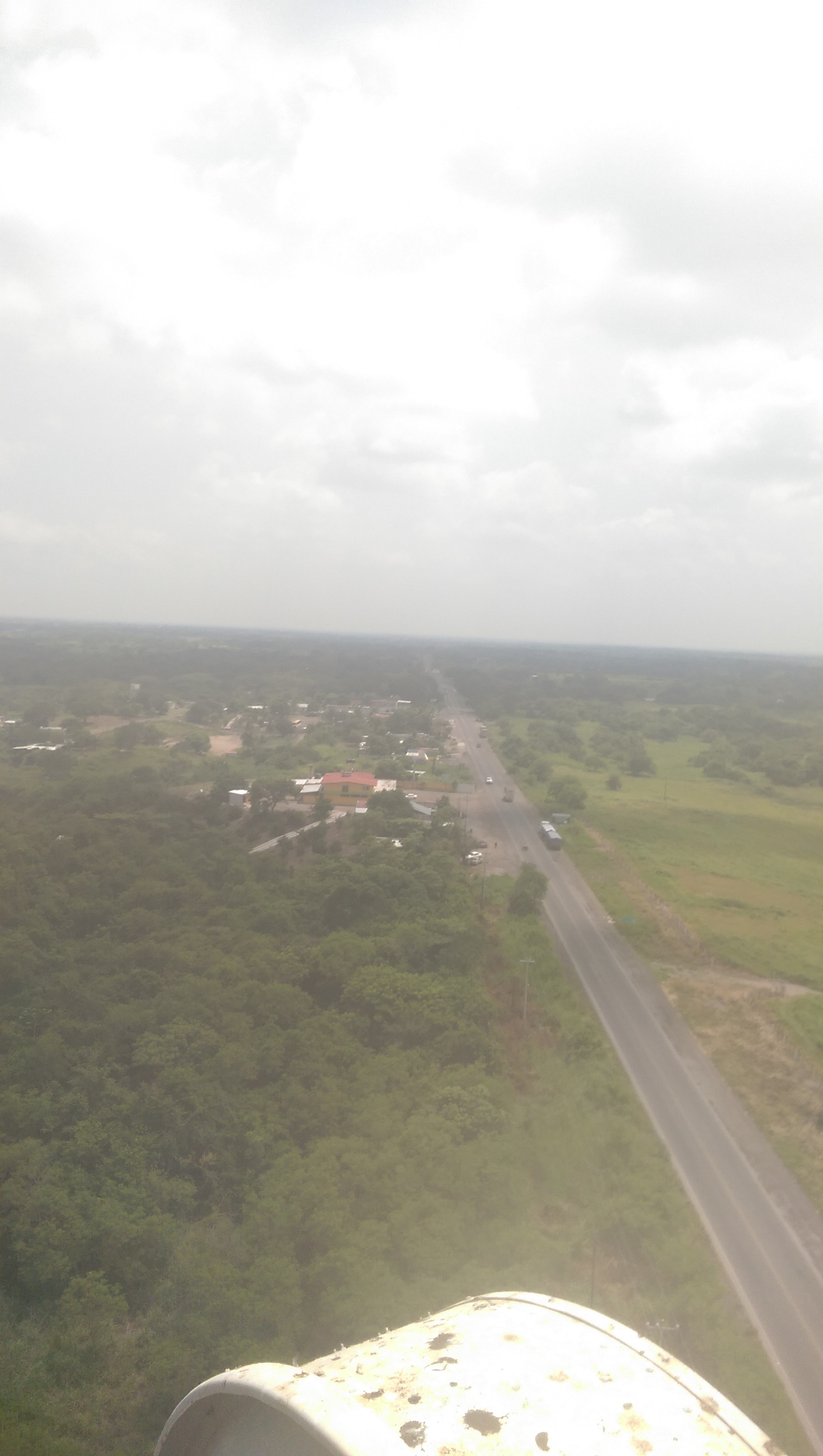
Vista aérea del entronque con la autopista

La Tinaja es una pequeña población en el municipio de Cotaxtla del estado mexicano de Veracruz de Ignacio de la Llave, su mayor importancia económica radica como punto de encuentro de carreteras.

## Localización y demografía
La Tinaja se encuentra en el punto en que se encuentran la Carretera Federal 150 y la Carretera Federal 145 tanto en sus carreteras libres, las cuales se unen en el centro de la población, como en las autopistas de cuota, estás últimas se unen en las afueras de la población, pues la carretera 150 es la que une a la Ciudad de México con el Puerto de Veracruz, y la Carretera 145 que comienza en este punto es la principal vía de comunicación para todo el sureste de México, conduciendo a los estados de Tabasco, Campeche, Yucatán y Quintana Roo. La economía de la población gira en torno a este hecho, dedicándose principalmente a servicios y actividades relacionados con el transporte.
Según el Conteo de Población y Vivienda de 2005 realizado por el Instituto Nacional de Estadística y Geografía, la población total de La Tinaja asciende a 1.665 personas.